# Liebherr-Components Biberach
Die Liebherr-Components Biberach GmbH ist einer von zwei Fertigungsstandorten der Liebherr-Unternehmensgruppe in Biberach an der Riß.

## Geschichte
Das die oberschwäbische Stadt stadtbildprägende ursprüngliche Liebherr-Kranwerk aus dem Jahr 1954 wurde für einen besseren organisatorischen Ablauf 2012 zweigeteilt. Die Herstellung von Getrieben, Großwälzlagern, elektrischen Maschinen und Schaltanlagen, nun unter dem aus dem englischen hergeleiteten Oberbegriff „Components“, kommen in folgenden Liebherr Fertigungsbereichen zum Einsatz:
- Erdbewegungsmaschinen
- Tagebau Ausrüstungen
- Maritime Anwendungen
- Windkraftanlagen
- Fahr- und Luftfahrzeugtechnik
- Verkehrstechnik
- Werkzeugmaschinen

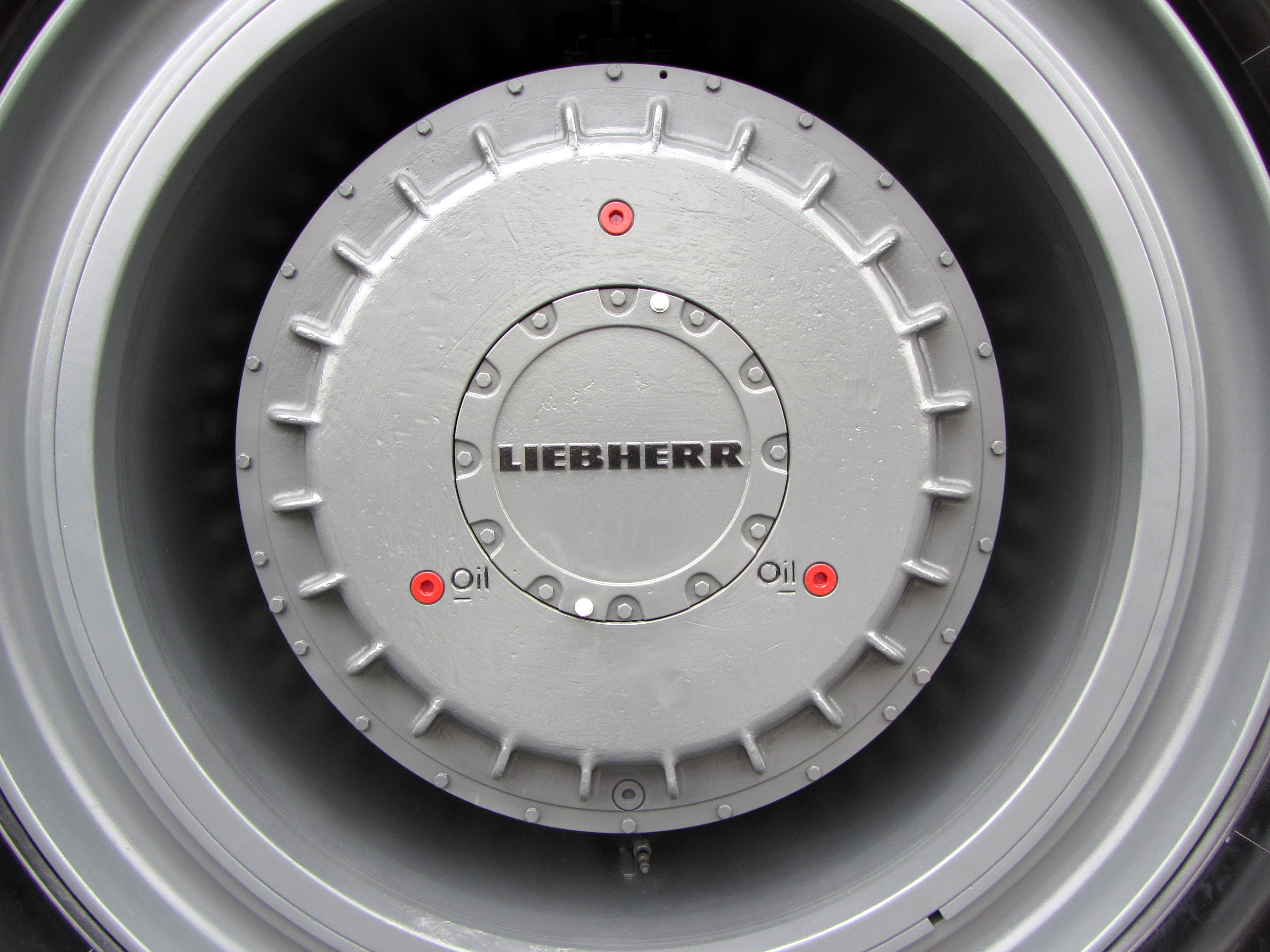
Antriebstechnik aus Biberach

Auf einer Fläche von 200.000 m², davon 82.000 m² überdachter Hallenfläche produzieren 1530 Beschäftigte unter anderem 15.000 Großwälzlager und 35.000 Getriebe und Seilwinden pro Jahr.